# Eugenia Frunză
Eugenia Frunză (n. 1917, Galați - d. 9 octombrie 1984, București) a fost o cântăreață română de muzică populară. Cea mai cunoscută piesă a acesteia este Când eram pe Ialomița, înregistrată în 1956 la Radio România, cu acompaniamentul Orchestrei de muzică populară Radio condusă de Radu Voinescu.
Eugenia Frunză a făcut parte din aceeași generație cu Maria Tănase, Maria Lătărețu, Ioana Radu, Rodica Bujor, Ion Luican etc.
La 4 februarie 1945 a cântat la Sala Dalles, acompaniată de orchestra „Doina Românească”, dirijată de Petrică Moțoi, la concertul de debut al acestei orchestre. În același an, a cântat acompaniată de orchestra Spirescu-Oltenița (soțul Ioanei Radu) la restaurantul Parcul Millea de pe Bd. Filantropiei (azi Ion Mihalache), vizavi de Piața 1 Mai. La acest restaurant au cântat în anul 1948 violonistul Nicu Stănescu, alături de orchestra sa, și clarinetistul Iliuță Rudăreanu.
În decembrie 1947 o găsim pe Eugenia Frunză cântând cu orchestra Spirescu-Oltenița la restaurantul Caru' cu Bere (Str. Stavropoleos nr. 5) și la berăria Potcoava de aur (Str. Carol, azi Franceză, nr. 52).
A fost înmormântată la cimitirul Dămăroaia în data de 11 octombrie 1984.

## Discografie
Eugenia Frunză a înregistrat numai la Societatea Română de Radiodifuziune, pe bandă de magnetofon. Trei din înregistrările efectuate aici au fost editate pe discuri de gramofon Electrecord.

### ÎnregistrăriRadio România
| Anul înreg. | Piese                                                                                              | Acompaniament                     |
| 1953        | Frunzuliță de trifoi (Când treci bade pe la noi)                                                   | O.M.P.R., dirijor Nicu Stănescu   |
| 1955        | Cine mă puse pe mine Toată lumea are dor                                                           | O.M.P.R., dirijor Victor Predescu |
| 1956        | Când eram pe Ialomița                                                                              | O.M.P.R., dirijor Radu Voinescu   |
| 195x        | Izvoraș cu apă rece                                                                                | O.M.P.R.                          |
| 195x        | Săbărelul                                                                                          | O.M.P.R.                          |
| 1962        | De dorul mândrei mele (Am auzit de-o minciună) Puiul mamii, puișor                                 | O.M.P.R., dirijor Radu Voinescu   |
| indisp.     | Am avut un pui pe lume De-aș trăi ca bradu-n munte Neic-al meu cu păr bălai Neică dacă ești viteaz | O.M.P.R.                          |

### DiscuriElectrecord
| An   | Număr de catalog | Format                 | Piese                                            | Acompaniament                       |
| 1945 | 1544             | shellac, 25 cm, 78 RPM | Car frumos cu patru boi Era iarnă și ningea      | Orchestra Dumitru Spirescu-Oltenița |
| 1955 | EPA 1967         | shellac, 25 cm, 78 RPM | Frunzuliță de trifoi (Când treci bade pe la noi) | O.M.P.R., dirijor Nicu Stănescu     |
| 1956 | EPA 1997         | shellac, 25 cm, 78 RPM | Toată lumea are dor                              | O.M.P.R., dirijor Victor Predescu   |
| 1956 | EPA 1999         | shellac, 25 cm, 78 RPM | Cine mă puse pe mine                             | O.M.P.R., dirijor Victor Predescu   |